# Pandanus connatus
Pandanus connatus är en enhjärtbladig växtart som beskrevs av Harold St.John. Pandanus connatus ingår i släktet Pandanus och familjen Pandanaceae.
Artens utbredningsområde är Madagaskar. Inga underarter finns listade.